# 拉森·詹森

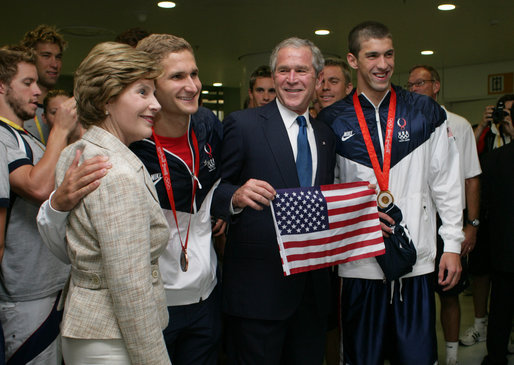
乔治·布什及其夫人与拉森·詹森（左二）和迈克尔·菲尔普斯（右一）在北京国家游泳中心的合影

拉森·詹森（Larsen Jensen，1985年9月1日—）生于加利福尼亚州贝克斯菲尔德，是一名美国男子游泳运动员，主攻中长距离自由泳。曾参加2004年雅典奥运和2008年北京奥运，两届奥运各收获一枚银牌和一枚铜牌。